# دیکتاتوری نظامی شیلی (۹۰-۱۹۷۳)
دیکتاتوری نظامی در شیلی (به اسپانیایی: dictadura militar de Chile) یک حکومت مستبد نظامی در شیلی بود که در سال‌های ۱۹۷۳ تا ۱۹۹۰ قدرت را در اختیار داشت.
این دیکتاتوری بعد از کودتای سی آی ای در ۱۱ سپتامبر سال ۱۹۷۳ علیه آلنده روی کار آمد و توسط آگوستو پینوشه امور کشور را در اختیار داشت. از جمله دلایلی که پینوشه برای مشروعیت بخشیدن به کودتا و دیکتاتوری در شیلی بکار می‌گرفت بحران اقتصادی و شکنندگی دموکراسی در دوران سالوادور آلنده بود. این دیکتاتوری مدعی بود که خواهان بازسازی شیلی است.
رژیم پینوشه با سرکوبی احزاب سیاسی و تعقیب فعالان دموکراسی در این کشور شناخته می‌شود. این دیکتاتوری در تاریخ شیلی بی‌سابقه بوده‌است. در زمان حاکمیت پینوشه بیش از ۳۰۰۰ نفر اعدام یا ناپدید شدند و ده‌ها هزار تن دیگر در زندان‌ها زیر شکنجه رفتند. گفته می‌شود که نزدیک به ۲۰۰ هزار تن از شهروندان شیلی نیز تبعید شده‌اند. دیکتاتوری نظامی پینوشه بیشتر حیات سیاسی و اقتصادی در شیلی را تحت تأثیر خود قرار داد. دو سال بعد از کودتا پینوشه دست به رفرم‌هایی زد که برخلاف سیاست‌های آلنده بود. این رفرم‌ها توسط یک تیم اقتصادی طراحی شده بود که در آمریکا تحصیل کرده بودند و بنام پسرهای شیکاگو شناخته می‌شدند. چند سال بعد در سال ۱۹۸۰ رژیم پینوشه قانون اساسی شیلی را تغییر داد و آن را با یک قانون اساسی که توسط طرفدارانش تهیه شده بود جایگزین کرد.

## کودتای ۱۱ سپتامبر ۱۹۷۳
کودتای ۱۱ سپتامبر ۱۹۷۳ توسط یک گروه نظامی شامل چهار افسر ارتش انجام شد. در رآس این افسران ژنرال آگوستو پینوشه قرار داشت. علاوه بر او فرمانده نیروی زمینی با ۳۰ هزار نیرو، فرمانده نیروی هوایی با ۹۰۰۰ نیرو و آدمیرال خوزه توریبیو مرینو کاسترو فرمانده نیروی دریایی با ۱۵۰۰۰ نیرو و دیگری ژنرال سزار مندوزا فرمانده تفنگداران ویژه دولت با ۳۰۰۰۰ نیرو قرار داشتند. این کودتا در کادر یک جنگ سرد بین‌المللی و در شرایط مناسب برای جنگ داخلی انجام شد. در زمان کودتا شیلی در بحرانی اقتصادی نیز به‌سر می‌برد.
در سطح بین‌المللی دولت آلنده که با کوبا آشتی کرده بود و نسبت به اتحاد جماهیر شوروی سیاست درهای بازداشت باعث نارضایتی آمریکا شده بود.

## چگونگی کودتا

### تهاجم به کاخ ریاست جمهوری
حکومت نظامی در کنترل چهار افسر بنام‌های سزار مندوزا، خوزه توریبیو مرینو، فرناندو ماته‌ای و هومبرتو گوردن بود
کارلوس آلتامیرانو رئیس حزب سوسیالیست شیلی نسبت به وقوع یک کودتا توسط نیروی دریایی هشدار داده بود و در سخنانی آتشین اعلام کرد که شیلی به ویتنامی دوم تبدیل خواهد شد.
کودتا در شب دهم سپتامبر ۱۹۷۳ شروع شد. در سپتامبر ۱۹۷۳ نیروی دریایی آمریکا مانند هر سال با نیروی دریایی شیلی مانورهایشان را شروع کردند. سربازان پیاده‌نظام نیروی دریایی در روز ۱۰ سپتامبر۱۹۷۳ با ۴ کشتی نیروی دریایی از ساحل والپارایسو عبور کردند. در شب ۱۰ سپتامبر نظامیان ارتباطات شهرها را قطع کردند.
در ساعت ۶ صبح ۱۱ سپتامبر ۱۹۷۳ عملیات نظامی وسیعی در کل کشور شروع شد و بجز در سانتیاگو در سایر شهرها بدون مقاومت قابل توجه به پیش رفت. در ساعت ۹ صبح، کاخ ریاست جمهوری، توسط ارتش محاصره شد.

### کشته شدن آلنده
سالوادور آلنده در ساعت ۷ صبح وارد کاخ شده بود. پاتریسیو کارخاوال معاون دریادار در تماسی تلفنی به آلنده پیشنهاد کرد که شیلی را به همراه خانواده اش ترک کند؛ ولی آلنده این پیشنهاد را رد کرد. او اطمینان داشت که این پیشنهاد یک تله است. او به همراه ۴۲ تن از محافظانش که گفته بودند تا پای جان آماده‌اند که در کاخ باقی بمانند مقاومت کرد. کمی قبل از ظهر فرمان بمباران کاخ صادر شد. دو جنگنده کاخ را بمباران کردند.
بعد از ساعت ۱۴ بعد از ظهر آلنده کشته شد. او با یک اسلحه اتوماتیک خودکشی کرده بود. کمی پیش از آن در تماسی تلفنی با یکی از کودتاگران گفته بود «رئیس‌جمهور منتخب مردم شیلی تسلیم نخواهد شد»

## نقض حقوق بشر

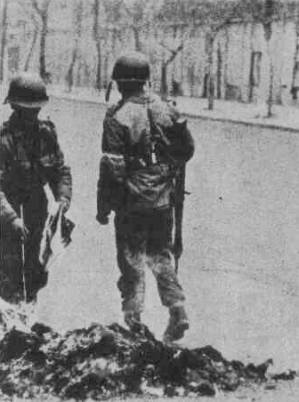
کتاب سوزاندن در شیلی پس از کودتای ۱۹۷۳ رژیم پینوشه

حاکمیت نظامی در شیلی فعالان سیاسی را به صورت برنامه‌ریزی شده سرکوب می‌کرد. روشنفکران برای این اقدامات پینوشه واژه نسل‌کشی سیاسی را بکار می‌بردند. شدیدترین خشونت‌ها در سه‌ماهه اول کودتا صورت گرفت. رژیم کودتا هزاران تن از فعالان چپ را به قتل رساند یا آن‌ها را ناپدید کرد. از ابتدای کودتا تا نوامبر ۱۹۷۳ نزدیک به ۴۰۰۰ زندانی سیاسی در استادیوم عمومی سانتیاگو نگهداری می‌شدند. از این تعداد ۱۸۵۰ نفر اعدام و ۱۳۰۰ نفر دیگر ناپدید شدند.
از مشهورترین چهره‌هایی که در جریان روزهای بعد از کودتا قربانی شد، چارلز هورمان شهروند آمریکایی است. موسیقی دان شیلیایی ویکتور خارا به همراه هفتاد نفر دیگر که بنام کاروان مرگ معروف شدند نیز از دیگر قربانیان کودتا در شیلی بودند. از وحشیانه‌ترین روش‌هایی که افراد پینوشه برای سرکوب مخالفان بکار می‌بردند پرتاب زنان باردار از هواپیما بود. او عقیده داشت که این روش برای انتقام‌گیری از هواداران آلنده است که سربازان او را کشته‌اند.
از دیگر کشتارهایی که رژیم پینوشه مرتکب شد یکی عملیات کلمبو و دیگری عملیات کوندور را می‌توان نام برد.

## اقتصاد و رفرم‌های بازار آزاد

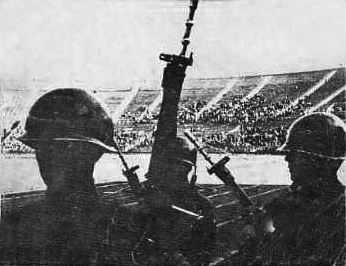
ورزشگاه ملی خولیو مارتینز پرادانوس به عنوان بازداشتگاه دسته جمعی پس از کودتا.

پس از در دست گرفتن حکومت از سوی ارتش در سال ۱۹۷۳ دوره‌ای از تغییرات اقتصادی شروع شد. اقتصاد شیلی همچنان در ماه‌های پس از کودتا متزلزل بود. از آنجا که نظامیان متخصص حل دشواری‌های اقتصادی نبودند، گروهی از اقتصاددانان شیلیایی تحصیلکرده دانشگاه شیکاگو را به کار گماشتند. پسران شیکاگو با حمایت مالی و ایدئولوژیک پینوشه، آمریکا، نهادهای بین‌المللی مالی، از لسه فر, بازار آزاد، و سیاست‌های محافظه‌کاری، دفاع کردند که در تضاد آشکار با برنامه‌های اقتصادی با برنامه‌ریزی متمرکز و ملی‌سازی مورد حمایت آلنده بود. شیلی از اقتصادی منزوی از بقیه دنیا با دخالت شدید دولت، به اقتصادی آزادسازی شده، ادغام شده در اقتصاد جهان تبدیل شد که نیروهای بازار برای هدایت بیشتر تصمیمات اقتصاد آزاد گذاشته شده بودند.
از نقطه نظر اقتصادی، این دوران را می‌توان به دو بازه زمانی تقسیم کرد. اولی از ۱۹۷۳ تا ۱۹۸۲ مربوط به بازه‌ای است که بیشتر اصلاحات در حال پیاده‌سازی بودند. این بازه با بحران جهانی بدهی و فروپاشی اقتصاد شیلی پایان یافت. در این نقطه، بیکاری بسیار زیاد، و بالای ۲۰ درصد بود، و بخش بزرگی از بخش بانکداری ورشکسته شده بود. مشخصهٔ بازهٔ پس از آن اصلاحات جدید و بازیابی اقتصادی بود. برخی اقتصاددانان استدلال می‌کنند که بازیابی به خاطر تغییر جهت تقریباً کامل سیاست بازار آزاد پینوشه بود زیرا او بسیاری از صنایعی را ملی کرد که در دورهٔ آلنده ملی شده بودند و پسران شیکاگو را از مناصب حکومتی برکنار کرد.

### ارزیابی

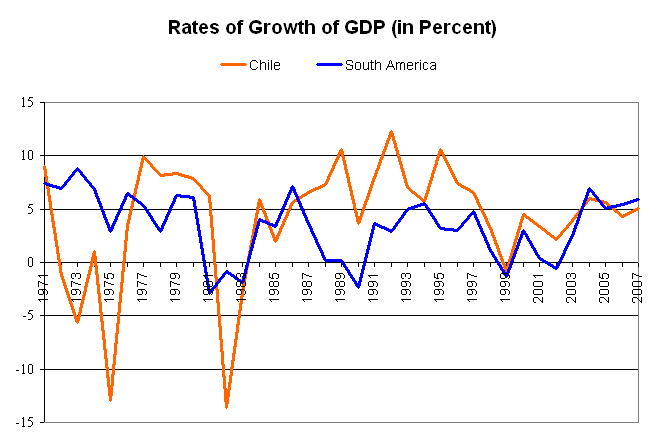
نرخ رشد GDP شیلی (نارنجی) و متوسط آمریکای لاتین (آبی)(۱۹۷۱–۲۰۰۷).

اصلاحات اقتصادی در ابتدا با تحسین بین‌المللی رو به رو شدند. میلتون فریدمن در ستونی در ژانویه ۱۹۸۲ در نیوزویک در بارهٔ معجزه شیلی نوشت. نخست‌وزیر بریتانیا مارگارت تاچر پینوشه را به خاطر ایجاد اقتصادی شکوفا و آزاد ستود و سیاهه حقوق بشری نظامیان را کم‌اهمیت وانمود کرد و چپ سازمان یافتهٔ بین‌المللی را به خاطر انتقام جویی محکوم کرد.
با بحران‌های اقتصادی ۱۹۸۲ «تجربهٔ پول گرایانه» به‌طور گسترده ناکام دانسته شد.
سیاست اقتصادی عملگرایانهٔ پس از بحران‌های ۱۹۸۲ به خاطر به همراه آوری رشد اقتصادی ثابت تحسین می‌شود. این که سیاست‌های رادیکال پسران شیکاگو باعث بحران اقتصادی پس از ۱۹۸۳ شده مورد تردید قرار دارد. بنا بر یکی از مشاورین سازمان ملل بحران‌های ۱۹۸۲ و نیز موفقیت سیاست اقتصادی پس از ۱۹۸۲ ثابت می‌کند سیاست اقتصادی پیشینی به اقتصاد شیلی آسیب رسانده.

## مجازات جنایت کاران
خبرگزاری رویترز در تاریخ دوم ژوئن ۲۰۱۷ در گزارشی نوشت قاضی هرنان کریستوسو صد و شش نفر از اعضای سرویس اطلاعاتی متعلق به پینوشه را مجرم شناخت. این افراد به جرم آدم‌ربایی و کشتن ۱۶نفر از اعضای دولت سالوادور آلنده طی عملیات کلمبو در اوایل سال‌های ۱۹۷۳ تا ۱۹۹۰ یعنی دوران دیکتاتوری پینوشه زندانی شدند. قاضی حکم کرد که ۱۶ فرد کشته شده از نیروهای چپ‌گرا یا اعضای حزب سوسیالیست بوده‌اند که توسط مأموران سرویس اطلاعاتی پینوشه در سال ۱۹۷۴ یا ۱۹۷۶ در سانتیاگو دستگیر شده بودند. افراد دستگیر شده برای شکنجه شدن به مراکزی در این شهر منتقل شده و دیگر زنده دیده نشدند.
در آن زمان مقام‌های حکومت دیکتاتوری پینوشه در مورد مفقود شدن این افراد ادعا کردند مفقودین کشور را ترک کرده‌اند. بعد آن‌ها داستان خود را تغییر داده و گفتند قربانیان در درگیری‌های خونین کشته شدند.
در ۲۷ مه ۲۰۰۸ حدود ۱۰۰ نفر از کارگزاران و مسئولین مرتبط با دستگیری و شکنجه در زمان دیکتاتوری پینوشه دستگیر شدند.

## برکناری پینوشه
در سال ۱۹۸۸ بدنبال یک رفراندم، راه به سوی دمکراسی در شیلی باز شد. حکومت پینوشه در سال ۱۹۹۰ اذعان کرد که در این رفراندم شکست خورده‌است. با وجود این، بقایای دیکتاتوری پینوشه تلاش می‌کردند که نیروهای نظامی شیلی در خارج از کنترل شهروندان باشد.